# Mariko Yoshida
Mariko Yoshida (em japonês:  吉田 真理子; Saitama, 27 de julho de 1954) é uma ex-jogadora de voleibol do Japão que competiu nos Jogos Olímpicos de 1976.
Em 1976, ela fez parte da equipe japonesa que conquistou a medalha de ouro no torneio olímpico, no qual atuou em cinco partidas.